# Abd as-Salam Hamdi
Abd as-Salam Hamdi (arab. عبد السلام حمدى, ur. w 1894 roku) – egipski piłkarz, występujący na pozycji pomocnika. Uczestnik Igrzysk Olimpijskich 1920 i 1924.
Zawodnik wystąpił w obydwu spotkaniach, jakie reprezentacja Egiptu rozegrała podczas igrzysk w Antwerpii w 1920 roku, przegranym meczu I rundy (1/8 finału) z Włochami (1:2) i wygranym meczu turnieju pocieszenia z Jugosławią (4:2). Podczas igrzysk w Paryżu w 1924 roku piłkarz zagrał w pierwszym spotkaniu swojej reprezentacji, meczu drugiej rundy (1/8 finału; w pierwszej rundzie Egipt uzyskał wolny los) z Węgrami, wygranym 3:0. W meczu ćwierćfinałowym ze Szwecją (0:5) zamiast Hamdiego na boisko wybiegł Rizk Allah Hunajn. Była to jedyna zmiana w wyjściowym składzie Egiptu w stosunku do pierwszego spotkania na tym turnieju.